# اتو دیکس
ویلهلم هاینریش اتو دیکس (آلمانی: Wilhelm Heinrich Otto Dix; ۲ دسامبر ۱۸۹۱ – ۲۵ ژوئیهٔ ۱۹۶۹) نقاش اهل آلمان بود. شهرت او بیشتر به خاطر ترسیم بی‌پروا و واقعگرایانه جامعه شکست‌خورده وایمار و خشونت‌های جنگ است.

پس از به قدرت رسیدن نازی‌ها، آثار وی از مصادیق هنر فاسد شناخته شد و خود وی نیز از هنرستان هنرهای زیبای درسدن اخراج شد. در سال ۱۹۳۷ نقاشی‌های او در نمایشگاه هنر فاسد به نمایش درآمده و پس از آن نیز سوزانده شدند.

## زندگی
اتو دیکس بزرگترین پسر فرانتس و لوئیز دیکس در شهر گرا به دنیا آمد. پدر کارگر ریخته‌گری بود و مادرش خیاطی می‌کرد. وی از همان کودکی به هنر علاقه‌مند شد و بیشتر اوقات در کارگاه نقاشی یکی از اقوامش به سر می‌برد. اتو دیکس برای یادگیری بهتر نقاشی و هنر به شهر درسدن رفت و آنجا تحت تأثیر جریان‌های هنری و فکری روز قرار گرفت.

سال ۱۹۳۹ اتو دیکس با اتهام شرکت در طرح ترور هیتلر دستگیر و پس از مدتی آزاد شد. در پایان جنگ جهانی دوم نیز به اسارت نیروهای فرانسه درآمد.
اتو دیکس دارای یک فرزند دختر و دو فرزند پسر بود.
او در تاریخ ۲۵ ژوئیه ۱۹۶۹ در ۷۷ سالگی در شهر زینگن درگذشت.